# کبرا

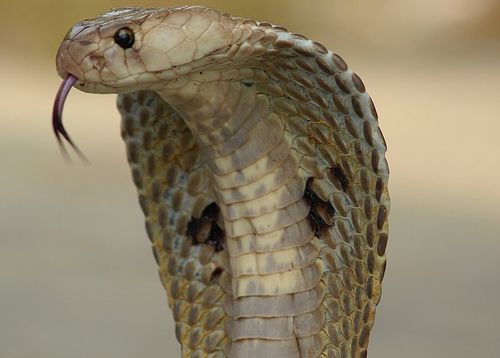
ماری از نژاد هندی ناجا ناجا

کفچه مار یا کبرا (به انگلیسی: Cobra) نام مار معمولاً زهرداریست از خانواده مارهای الاپیده. واژه کبرا از کلمه کَپِلو گرفته شده که در زبان پرتغالی به معنای ماری است که دارای کلاه ایمنی است. از آنجا که سر این مار مانند آبکش است،و شکل مثلثی و پهن دارد آن را کفچه مار می نامند. بیشتر این گونه مارها در هنگام احساس خطر، می‌توانند گردن خود را بلند کنند. هر چند تمام کبراها از یک رده جانورشناسی و از یک نژاد نیستند.

## طبقه‌بندی

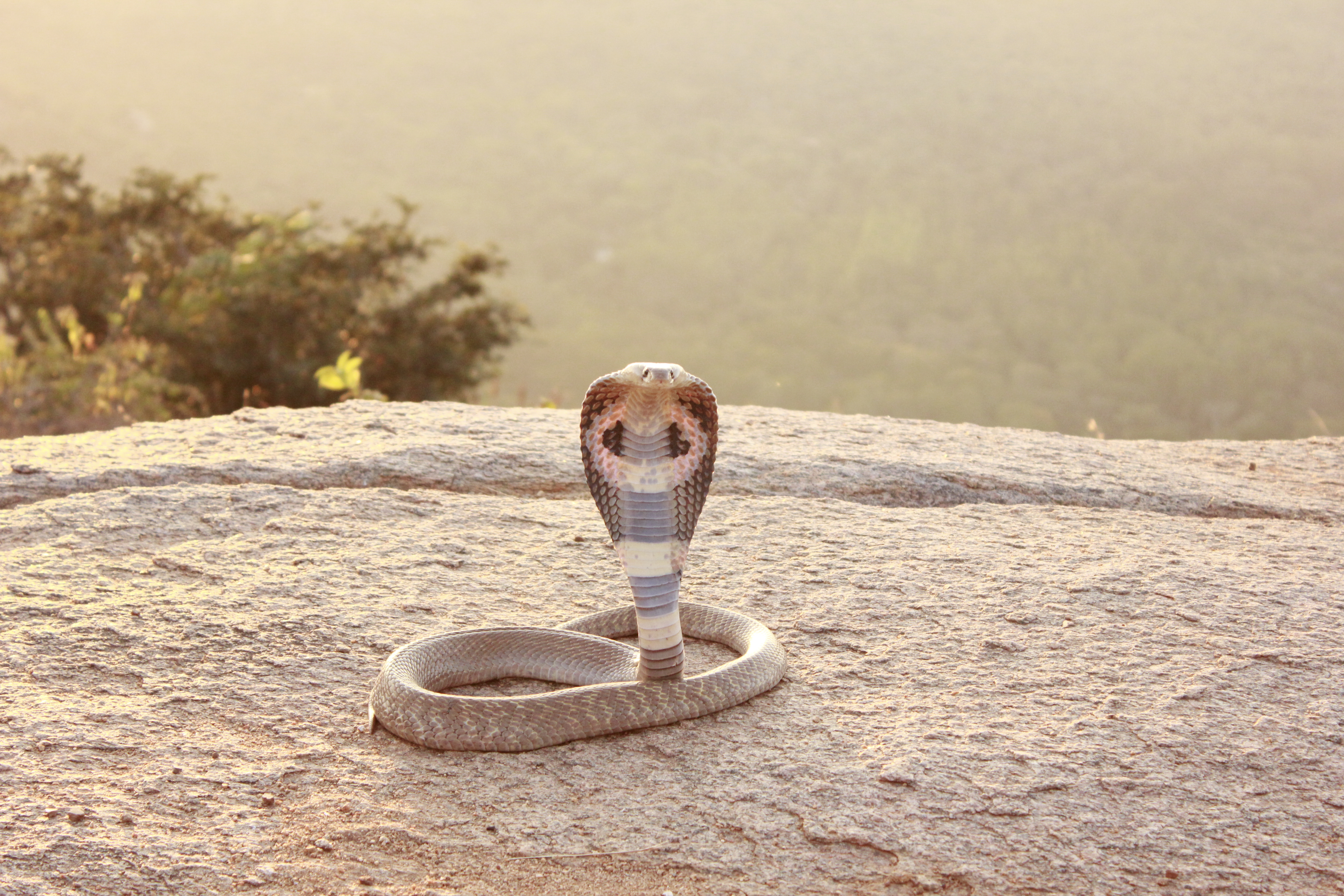
The Indian cobra, Naja naja.

کبراها ممکن است در نژادها و مناطق زیر پیدا شوند:
- نژادی زهردار بنام ناجا که از خانواده الاپیده‌ها می‌باشد و در آسیا و آفریقا یافت می‌شود.
- کبرای آبزی زهردار از خانواده الاپیده‌ها که نام آن باولنگرینا است و در آفریقا یافت می‌شود.
- کبرای بینی سپری (یا مرجانی) زهردار از خانواده الیپیده هاست که نام آن اسپایدلپس می‌باشد و در آفریقا یافت می‌شود.
- کبرای درختی زهردار که از خانواده الیپیده هاست و نام آن پسودوهیج می‌باشد و در آفریقا یافت می‌شود.
- کبرای زیرزمینی نادر زهردار که از خانواده الیپیده هاست و نام آن پاراناجا مولتیفاسشیاتا می‌باشد و به صورت کمیاب در آفریقا یافت می‌شود.
- شاه کبرا نژادی زهردار و از خانواده الیپیده هاست و نام آن افیفاگوس هنه می‌باشد و در جنوب آسیا یافت می‌شود.
- کبرای مرجانی غربی یا آمریکایی، زهردار و از خانواده الیپیده هاست و نام آن میکروروس فالویوس است و در جنوب غربی ایالات متحده یافت می‌شود.
- کبرای آبزی بدلی نیمه زهرآلود و از خانواده کالوبرید هاست و نام آن هیدرودیناستس گیگاسمی‌باشد و در آمریکای جنوبی یافت می‌شود.

این مار وقتی طعمه‌ای را بیابد سر خود را بلند کرده گردنش را پهن می‌کند و زهر خود را روی چشم طعمه می‌ریزد. سم او سبب کوری طعمه می‌شود. هدف‌گیری دقیق کبری تا ۲ متر است؛ ولی تا فاصله ۳ متری پاشیده می‌شود.